# Hans Luxenburger
Hans Otto Luxenburger (* 12. Juni 1894 in Schweinfurt; † 7. April 1976 in München) war ein deutscher Psychiater, Neurologe, Rassenhygieniker, Hochschullehrer und Sanitätsoffizier, der während der Weimarer Republik und zur Zeit des Nationalsozialismus zu den führenden psychiatrischen Erbforschern zählte.

## Leben
Hans Luxenburger war der Sohn des Senatspräsidenten des Bayerischen Verwaltungsgerichts Otto Luxenburger und dessen Ehefrau Elise, geborene Kuhn. Nach der Reifeprüfung absolvierte er ein Medizinstudium an der Universität München. Das Studium beendete er 1920 mit dem Staatsexamen und wurde im gleichen Jahr zum Dr. med. promoviert. Anschließend war er an der Münchner Universitätsklinik und den Heil- und Pflegeanstalten in Berlin-Buch und Eglfing-Haar beschäftigt. Ab 1924 war er wissenschaftlicher Assistent an der Demographisch-Genealogischen Abteilung unter Ernst Rüdin an der Deutschen Forschungsanstalt für Psychiatrie (DFA) des Kaiser-Wilhelm-Instituts (KWI) München. Er folgte Rüdin 1925 nach Basel, habilitierte sich dort 1928 für Psychiatrie und wurde Privatdozent.
Luxenburger kehrte nach München zurück und war ab 1928 stellvertretender Abteilungsleiter bei der von Rüdin geführten Genealogisch-Demographischen Abteilung bei der Deutschen Forschungsanstalt für Psychiatrie am Kaiser-Wilhelm-Institut. Bis 1944 verfasste er 111 Schriften zur Rassenhygiene und beteiligte sich 1932 an der Ausformulierung eines Sterilisationsgesetzes. 1932 wurde er als Facharzt für Nervenkrankheiten zugelassen. 1934 wurde ihm die Amtsbezeichnung außerordentlicher Professor verliehen und er wurde zum Wissenschaftlichen Mitglied der Deutschen Forschungsanstalt für Psychiatrie am Kaiser-Wilhelm-Institut ernannt. Er wurde durch seine psychiatrische Zwillingsforschung zur genetischen Bedingtheit der Schizophrenie bekannt:
„Seine erbstatischen Arbeiten zur „erbkonstitutionellen Korrelation“ von Tuberkulose und Schizophrenie (1927), zur Verteilung psychischer Störungen in der Bevölkerung (1928) machten ihn zu einem der führenden psychiatrischen Erbforscher. Er engagierte sich für die Rassenhygiene, kritisierte jedoch einzelne Maßnahmen der nationalsozialistischen Erbgesundheitspolitik, weil sie nicht auf der Höhe des Forschungsstandes seien“.
So geriet Luxenburger Anfang Dezember 1934 bei einer Veranstaltung der „deutschstämmigen Ärzteschaft“ in Nürnberg-Fürth mit dem Antisemiten und Gauleiter für Mittelfranken Julius Streicher aneinander, wo er einen rassenhygienischen Vortrag hielt. Er verknüpfte bei seinem Vortrag nicht die Rassenhygiene mit der Judenfrage und kanzelte die von Streicher vertretenen Imprägnationstheorie als Unsinn ab, woraufhin dieser wütend reagierte und Luxenburger wissenschaftlich kaltstellte. Offiziell wurde ihm in den folgenden Auseinandersetzungen „politische Blindheit“ attestiert, dennoch konnte Rüdin ihn halten. Aus Angst vor Ermordung suchte er danach zeitweise in umliegenden Klöstern Zuflucht.
Nach weiteren Konflikten mit der Münchner SS-Führung und Kollegen der DFA am KWI wechselte Luxenburger während des Zweiten Weltkrieges im Oktober 1941 zum Sanitätswesen der Luftwaffe. Als hauptamtlicher Sanitätsoffizier wurde er beratender Psychiater beim Chef des Sanitätswesens und Kommandeur der Ärztlichen Akademie der Luftwaffe in Berlin-Wittenau. Er bekleidete in diesem Zusammenhang einen führenden Posten im Fortbildungswesen der Luftwaffe und war „für die Zuweisung von Forschungsmitteln an die DFA zuständig“. Ab April 1942 war er Oberfeldarzt und wurde 1944 zum Oberstarzt der Luftwaffe befördert.
Nach Kriegsende gab Luxenburger eine eidesstattliche Erklärung für den im Nürnberger Ärzteprozess angeklagten Hermann Becker-Freyseng ab. Er wirkte in der Nachkriegszeit am Wiederaufbau der Jugendfürsorge in München maßgeblich mit. An der Universität München nahm er ab 1952 einen Lehrauftrag für Heilpädagogik wahr. In München praktizierte er schließlich als Psychiater.
Luxenburger war seit 1933 verwitwet und heiratete 1950 seine zweite Ehefrau Jutta, geborene Köhler. Das Paar bekam zwei Söhne.

## Schriften
- Psychiatrische Heilkunde und Eugenik , Ferd. Dümmlers Verl[bh.], Berlin/Bonn 1932
- Psychiatrische Erblehre, J. F. Lehmanns Verl., München/Berlin 1938
- Die Schizophrenie, G. Thieme, Leipzig 1940 (zusammen mit Berthold Kihn)
- Anleitung zur Erstattung gerichtspsychiatrischer Gutachten / Im Auftr. d. Inspekteurs d. Sanitätswesens d. Luftwaffe, J. F. Lehmanns Verl., München/Berlin 1943
- Die Familie im Schmelztiegel des Gesellschaftswandels, Calwer Verl., Stuttgart 1960